# Marcelo Bordon
Marcelo José Bordon (Ribeirão Preto, 7 januari 1976) is een Braziliaans voormalig voetballer en voetbaltrainer die bij voorkeur als verdediger speelde. Bordon speelde in 2004 een interland voor Brazilië.

## Voetbalcarrière

### Clubcarrière
Bordon speelde in de jeugdopleiding van de Braziliaanse voetbalclub Botafogo-SP. Op 18-jarige leeftijd maakte hij de overstap naar São Paulo, waarvoor hij vier jaar speelde. Op 22-jarige leeftijd vertrok Bordon naar zijn eerste Duitse club, VfB Stuttgart, waar hij een vaste waarde werd. Voor Stuttgart speelde hij vijf seizoenen om vervolgens over te stappen naar rivaal Schalke 04. Hij werd daar in 2007 aanvoerder. Hoewel zijn contract bij Schalke 04 nog een jaar doorliep, verkaste Bordon in juli 2010 naar Al-Rayyan. In juli 2011 beëindigde Bordon zijn voetbalcarrière.

### Interlandcarrière
Op 28 april 2004 speelde Bordon zijn eerste en enige interland voor Brazilië; hij speelde die dag een met 1–4 gewonnen oefeninterland, uit tegen Hongarije. Datzelfde jaar was Bordon onderdeel van de Braziliaanse selectie tijdens de gewonnen CONMEBOL Copa América-editie van 2004, maar kwam zelf niet in actie.

## Cluboverzicht
| Seizoen | Club          | Competitie    | Wedstrijden | Doelpunten |
| ------- | ------------- | ------------- | ----------- | ---------- |
| 1996    | São Paulo     | Série A       | 19          | 1          |
| 1997    | São Paulo     | Série A       | 13          | 1          |
| 1998    | São Paulo     | Série A       | 12          | 0          |
| 1999/00 | VfB Stuttgart | Bundesliga    | 23          | 2          |
| 2000/01 | VfB Stuttgart | Bundesliga    | 27          | 0          |
| 2001/02 | VfB Stuttgart | Bundesliga    | 28          | 3          |
| 2002/03 | VfB Stuttgart | Bundesliga    | 26          | 2          |
| 2003/04 | VfB Stuttgart | Bundesliga    | 24          | 4          |
| 2004/05 | Schalke 04    | Bundesliga    | 27          | 2          |
| 2005/06 | Schalke 04    | Bundesliga    | 31          | 2          |
| 2006/07 | Schalke 04    | Bundesliga    | 28          | 3          |
| 2007/08 | Schalke 04    | Bundesliga    | 31          | 5          |
| 2008/09 | Schalke 04    | Bundesliga    | 21          | 2          |
| 2009/10 | FC Schalke 04 | Bundesliga    | 31          | 0          |
| 2010/11 | Al-Rayyan     | Qatari League | 11          | 1          |

## Erelijst
VfB Stuttgart
- UEFA Intertoto Cup: 2000, 2002

 Schalke 04
- UEFA Intertoto Cup: 2004
- DFL-Ligapokal: 2005

 Brazilië
- CONMEBOL Copa América: 2004